# میدان نفتی نرگسی
میدان نفتی نرگسی از میدان‌های نفتی ایران است، که در محدوده شهرستان دشتستان، استان بوشهر قرار دارد، همچنین در فاصله ۳۰ کیلومتری از شمال برازجان و در شرق شهر وحدتیه مستقر می‌باشد. هم‌اکنون ظرفیت تولید نفت خام این میدان به‌طور میانگین، معادل ۱۵ هزار بشکه در روز برآورد می‌شود.
میدان نرگسی در سال ۱۳۵۱ توسط شرکت آسکو کشف شد ولی تولید از آن در سال ۱۳۷۶ آغاز گردید. میدان نفتی نرگسی از میدان‌های تحت مدیریت شرکت ملی مناطق نفت خیز جنوب می‌باشد، که شرکت بهره‌برداری نفت و گاز گچساران عملیات تولید آن را برعهده دارد. نفت خام تولیدی این میدان از نظر کیفیت، سبک و شیرین محسوب می‌شود و دارای کمترین درصد آلاینده‌های زیست‌محیطی است. 